# Présages
Présages is het tweede studioalbum van de Franse muziekgroep Nemo. Het is opgenomen gedurende de periode april tot en met juli 2003; datzelfde jaar lag het album in de winkels. Het album werd opgenomen toen de eerste wisselingen in personeel al een feit waren. De originele bassist en drummer (Bertrand) waren vertrokken. In track 5 (La mort du scorpion) zit een muzikaal citaat; het thema van de film van Close Encounters of the Third Kind.

## Musici
- Jean Pierre Louveton – zang, gitaar
- Guillaume Fontaine – toetsinstrumenten, zang
- Benoît Gaignon – basgitaar
- Jean Baptiste Itier – slagwerk

Met
- Pascal Bertrand – marimba (La mort du scorpion)
- Olivier Soumaire – zang (Renaissance)

## Muziek
| Nr. | Titel                                        | schrijvers                                                 | Duur  |
| --- | -------------------------------------------- | ---------------------------------------------------------- | ----- |
| 1.  | La dernière vague                            | tekst: Louveton, muziek: Louveton, Fontaine, Nemo          | 13:57 |
| 2.  | Générateur                                   | tekst: Exbrayat, Louveton, muziek: Louveton, Gaignon, Nemo | 4;42  |
| 3.  | Sur la tombe du phoenix                      | tekst: muziek: Nemo                                        | 9:53  |
| 4.  | La mort du scorpion (1. Soleil)              | tekst: Gaignon, muziek: Louveton, Nemo                     | 1:15  |
| 5.  | La mort du scorpion (2. L’oeil du cyclope)   | tekst: Louveton, muziek: Louveton, Fonatine, Nemo          | 5:57  |
| 6.  | La mort du scorpion (3. La mort du scorpion) | tekst: Fontaine, muziek: Louveton, Nemo                    | 7:42  |
| 7.  | Les nouvelles croisades (1.Cavalerie)        | muziek: Louveton, Fontaine, Nemo                           | 3:34  |
| 8.  | Les nouvelles croisades (2. Confrontation)   | tekst: Louveton, Fontaine, muziek: Louveton, Nemo          | 5:43  |
| 9.  | Les nouvelles croisades (3.Désolation)       | muziek: Louveton, Nemo                                     | 2;16  |
| 10. | Les nouvelles croisades (4.Danse des morts)  | muziek: Nemo                                               | 2:34  |
| 11. | Les nouvelles croisades (5.Renaissance)      | tekst: Louveton, muziek: Nemo                              | 6:36  |

## Nasleep
In 2018 bracht de band een geheel nieuw opgenomen versie van het album uit met aanvulling van een nieuwe track Le pire est avenir van circa 14 minuten. Inspelers zijn dan Loeveton, Fontaine, bassist Lionel B. Guichard en Itier. Het geheel klinkt als gevolg van de muzikale ontwikkeling van de musici de voorafgaande jaren meer op elkaar afgestemd en dynamischer. De band gaf bij de heruitgave aan opgeheven dan wel slapend (inactief) te zijn. 